# Corneliu Antim
Corneliu Antim (n. 4 septembrie 1942, Ploiești -- d. 23 august 2016, Buzău) a fost un scriitor, grafician, sculptor, cronicar de artă, critic de artă și istoric de artă român.

## Biografie
Corneliu Antim s-a născut în data de 4 septembrie 1942 la Ploiești. A urmat cursurile liceale la Liceul I.L. Caragiale din Ploiești până în anul 1960 după care a fost studentul Facultății de Limba și Literatura Română a Universității din București pe care a absolvit-o în anul 1965. A făcut cursuri de politologie în cadrul Institutului de Perfecționare și Conducere în anul 1972 și studii de istoria și teoria artei în anul 1974. A fost metodist la Casa de Creație Prahova, realizator de spectacole folclorice, culegător de folclor, prezentator de festivaluri internaționale precum și curator al unor galerii de artă ale unor programe expoziționale internaționale. A fost curatorul mai multor ediții ale Bienalei „Ion Andreescu” de la Buzău și a fost prezent la numeroase ediții ale taberei de creație Monteoru Art.
A făcut studii de specialitate despre creația artiștilor plastici români și a editat cataloage de artă. A fost colaborator la diferite publicații ca Romanian Review, Curentul, Ziarul de Duminică, Realitatea românească și România liberă.
O dată cu anul 1990, Corneliu Antim în calitate de artist plastic, a expus grafică și sculptură la diverse expoziții de profil. A realizat un film documentar despre sculptorul Dimitrie Paciurea, documentar care a fost premiat la Festivalul filmului de artă de la Berlin. A fost membru al Uniunii Artiștilor Plastici din România în cadrul secției de critică de artă. De asemenea a fost membru al Uniunii Ziariștilor Profesioniști.
A susținut artiștii plastici din România pentru înființarea Asociației Filială de Artă Plastică și Religioasă și Restaurare de pe lângă Uniunea Artiștilor Plastici din România. A fost ales în anul 2014 în funcția de președinte de onoare al acesteia și a susținut din această poziție organizarea Anualelor de Artă Religioasă precum și expozițiile filialei așa cum a fost cele intitulate Pași spre Lumină și Artiști Români la Nord și la Sud de Dunăre. A inițiat de asemenea Sărbătoarea Breslei Artiștilor Religioși și Restauratorilor de ziua Sfântullui Apostol și Evanghelist Luca din data de 18 octombrie din fiecare an.

## Scrieri
- Corabia de celofan, Bucuresti, 1976
- Culorile rostirii, Bucuresti, 1986
- Pamântul într-o lacrima. Recviem la evenimentele zilei, Bucuresti, 1995